# Henri de Merode (1856-1908)

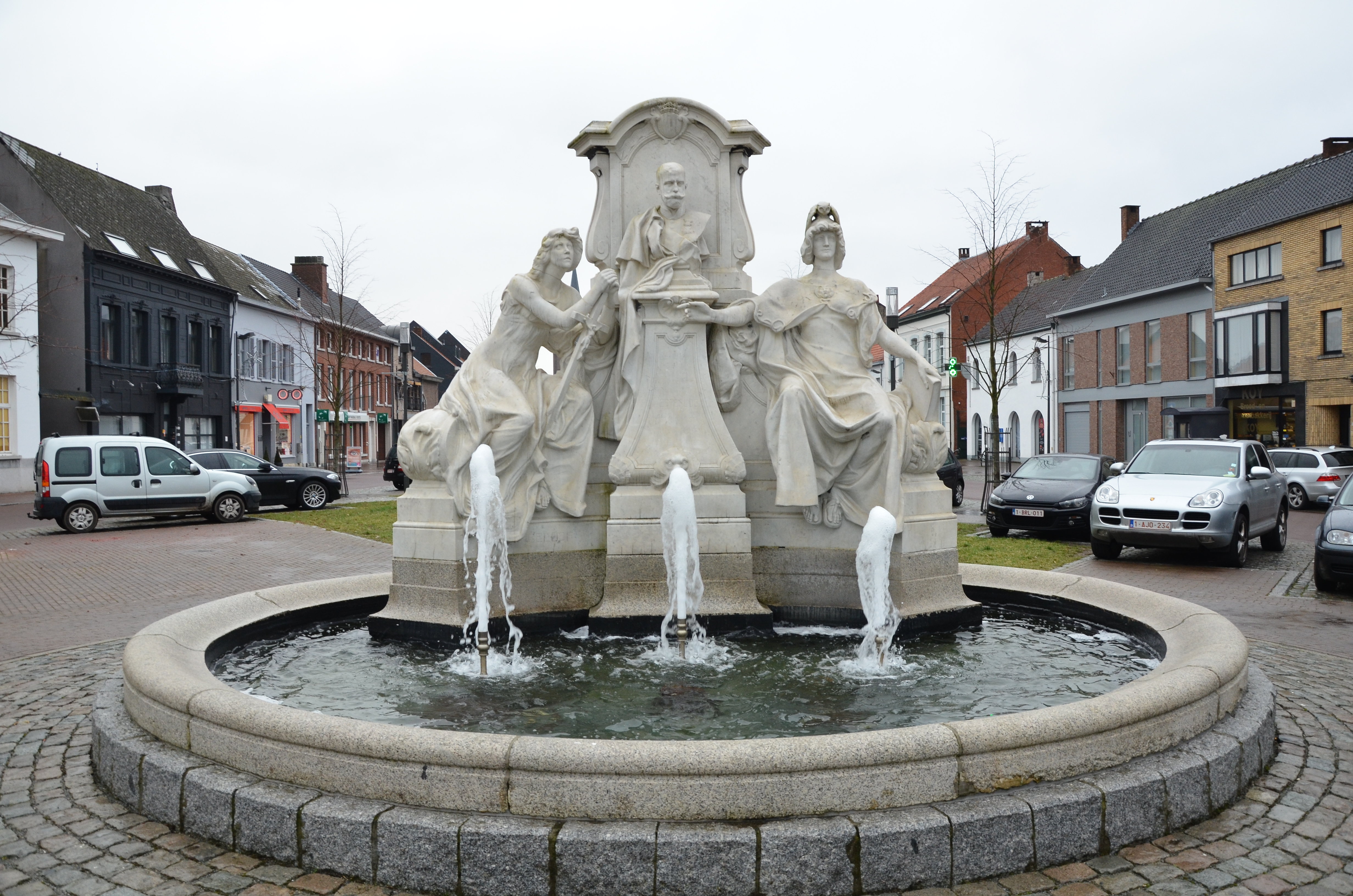
Monument ter ere van Henri de Merode op de Grote Markt van Westerlo

Henri Charles Marie Ghislain (Henri) graaf de Merode (Parijs, 28 december 1856 - Lausanne, 13 juli 1908), was een Belgisch diplomaat, grootgrondbezitter en politicus voor de Katholieke Partij.

## Levensloop
Henri de Merode, 11de Markies van Westerlo, 8ste Prins van Rubempré en 5de Prins van Grimbergen, was de zoon van graaf Charles de Merode, markies van Westerlo (1824-1892) en van prinses Marie-Nicolette d'Arenberg (1830-1905). Zijn vader was Voorzitter van de senaat en burgemeester van Westerlo. Zelf trouwde hij met prinses Nathalie Eugénie Eléonore de Croÿ (1863-1957). Ze hadden twee dochters en een zoon.
De Merode was doctor in de rechten (Leuven, 1879), diplomaat en grondeigenaar. Na de dood van zijn vader werd hij burgemeester (1892-1908) van Westerlo Hij was provincieraadslid voor de provincie Antwerpen van 1882 tot 1884.
Hij werd voor de Katholieke Partij verkozen in het parlement. Hij was volksvertegenwoordiger voor het arrondissement Brussel (1884-1892 en 1894-1896) en, als opvolger voor de overleden Jean-Baptiste Coomans, voor het arrondissement Turnhout (1896-1900). Hij werd vervolgens senator (1900-1908) voor het arrondissement Mechelen-Turnhout waarna hij werd opgevolgd door Jules Wittman. Hij was senaatsvoorzitter van 1903 tot aan zijn dood in 1908. Op 6 mei 1907 werd hij benoemd tot minister van Staat.
De Merode was Minister van Buitenlandse Zaken. Van 31 oktober 1892 tot 17 maart 1894 in de regering-Beernaert en van 26 maart 1894 tot 25 mei 1895 in de regering-De Burlet.
Zijn zoon, Charles de Merode (1887-1977), in 1919 getrouwd met Marguerite-Marie de Laguiche (1895-1988), werd na hem burgemeester van Westerlo (1913-1947). Met deze zoon stierf de eerste tak van de afstammelingen van graaf Willem de Merode uit. Het echtpaar had geen kinderen maar adopteerde in 1946 hun neef, prins Albert de Merode (1915-1958).
In 1913 richtte de gemeente Westerlo een gedenkteken op ter nagedachtenis van Henri de Merode.

## Trivia
In juni 1905 vond een concours handboogschutterijen, genaamd "De Mérode", plaats dat naar graaf de Merode genoemd was die de tweede prijs schonk.
Het kasteel van Westerlo wordt jaarlijks, tijdens de kermisdagen, door de bewoners opengesteld voor bezoek.